# 22. Infanterie-Division (Wehrmacht)
Die 22. Infanterie-Division (zeitweise als 22. Luftlande-Division, ab Anfang 1945 als 22. Volksgrenadier-Division benannt) war eine Infanterie-Division des Heeres der deutschen Wehrmacht.

## Geschichte

### 1935–1939 – Aufstellung und Mobilmachung
Die Division wurde am 15. Oktober 1935 in der Kaserne Stader Straße in Bremen aufgestellt, im August 1939 als Teil der 1. Aufstellungswelle mobilisiert.

### Polenfeldzug
Im September 1939 war die Division beim Überfall auf Polen eingesetzt.

### Westfeldzug
Im Oktober 1939 wurden die Soldaten der Division zusammen mit Fallschirmjägern der 7. Flieger-Division für Luftlandeoperationen ausgebildet. Sie wurde von September 1939 bis Mai 1940 in Polen und am Westwall eingesetzt sowie von Mai 1940 bis Juni 1941 in den Niederlanden. Im Mai 1940 nahmen Teile der Division insbesondere mit Kradeinheiten und Infanterie bei Luftlandungen in Rotterdam und Den Haag (Operation „Fall Festung“) teil.

### Unternehmen Barbarossa
Im Rahmen des Unternehmens Barbarossa, des deutschen Angriffs auf die Sowjetunion, war die 22. Infanterie-Division Teil der 11. Armee und operierte von Juni 1941 bis Juli 1942 im Südabschnitt der Ostfront.
Im August 1941 ermöglichten die Pioniere der Division bei Beryslaw der 11. Armee den Übergang über den Dnepr. Aufklärungseinheiten hatten am 26. August 1941 den Westteil der Ortschaft nach schweren Häuserkämpfen eingenommen. Dem Pionier-Regiment 690 gelang danach unter schwerem sowjetischem Beschuss und Luftangriffen der Übergang mit Sturmbooten über den an dieser Stelle 700 Meter breiten Dnjepr. Nach der gewaltsamen Einnahme eines Brückenkopfes auf der östlichen Seite errichteten die Pioniere bis zum 1. September 1941 bei Beryslaw eine Pontonbrücke für den Übergang der gesamten 11. Armee. Die 22. Infanterie-Division bekam in der Folge einen Frontabschnitt in der Nogaischen Steppe zugewiesen, wo sie einen sowjetischen Gegenangriff abwehren musste.
Am 17. Oktober 1941 kämpfte die Division um den Zugang auf die Krim in der Landenge von Perekop. Nach Angriffen sowjetischer Iljuschin-Schlachtflugzeuge verschanzte sich die Division zunächst in der deckungslosen Salzsteppe. Am 18. Oktober 1941 drangen die Bataillone des IR 65 in das feindliche Stellungssystem ein, während der Angriff des IR 47 in Stacheldraht-Hindernissen und schwerem Abwehrfeuer zusammenbrach. Erst ein Entlastungsangriff des IR 16 ermöglicht die Erstürmung des Hügels, der danach als „Hünengrab von Assis“ bekannt wurde. Am 9. Juni 1942 scheiterte der erste Versuch der Division unter Generalmajor Wolff, das Sewastopol vorgelagerte Fort Stalin zu erobern. Der Versuch wurde am 13. Juni 1942 vom IR 16 wiederholt. Die sowjetischen Bunkerstellungen der zweiten Verteidigungslinie wurden bis zum 17. Juni 1942 einzeln, mit Unterstützung der Pioniere und Flammenwerfern, in hartem Nahkampf eingenommen. Wenig später eroberten das IR 65 das Fort „Sibirien“ und das IR 16 die Forts „Ural“ und „Wolga“ als letzte Hindernisse, so dass die Division als erster deutscher Verband die Sewernaja-Bucht erreichen konnte.

### Zeitweiser Luftlande-Status/Einsatz in Nordafrika
Nach Teilnahme an der Krim-Kampagne und der Eroberung Sewastopols erlangte die Division, die in der Sowjetunion als reine Infanterie-Einheit eingesetzt wurde, erneut den Luftlande-Status und erhielt darüber hinaus die Eignung „mot.trop.“ (motorisierte Einheit für den Einsatz in den Tropen geeignet), da sie zur Verlegung nach Nordafrika vorgesehen war. Am 30. März 1942 wurde sie mit neun Bataillonen mit 50 % der Gefechtsstärke und vollständiger Divisionsartillerie als „zur Abwehr voll geeignet“ eingestuft. Für Offensivaufgaben musste sie aufgefrischt werden.

### Kreta
Im August 1942 wurde die Division nach Griechenland verlegt und bekam auf Kreta den Auftrag der Küstensicherung und Besatzung der Insel. Am 1. Oktober 1942 verlor die 22. ID den Luftlande-Status.
Das Grenadier-Regiment 47 und die II./AR 22 wurden zur „Kampfgruppe Buhse“ zusammengefasst, dann im Oktober 1942 nach Nordafrika verlegt und der 5. Panzerarmee unterstellt. Am 26. Februar 1943 wurde die Einheit in Panzergrenadier-Regiment 47 umbenannt und der 21. Panzer-Division unterstellt. Im Mai 1943 wurde das Regiment bei Tunis vernichtet.

### 1942–1944 – Kreta und Dodekanes
Die Division war von Juli 1942 bis September 1944 auf Kreta und auf dem Dodekanes eingesetzt. Die auf Kreta verbliebenen Teile der Division eroberten im Oktober 1943 unter dem Kommando von Generalleutnant Friedrich-Wilhelm Müller die ägäischen Inseln Kalymnos, Leros, Kos (alle im Dodekanes) und Samos im sogenannten Dodekanes-Feldzug, im Kampf gegen italienische und britische Truppen.

### Festung Kreta
Am 26. April 1944 wurde Generalmajor Heinrich Kreipe, Nachfolger Müllers als Divisionskommandeur, von einem Spezialkommando der britischen SOE entführt und nach Großbritannien gebracht. Müller wurde zurückbeordert und zum Kommandanten der sogenannten „Festung Kreta“ ernannt und ließ blutige Vergeltung an mehreren kretischen Dörfern verüben, darunter Anogia.
Die Division verblieb bis zum September 1944 auf Kreta, bis sie während des deutschen Rückzugs aus Griechenland evakuiert wurde.

### 1944–1945 – Teilnahme an Rückzugskämpfen auf dem Balkan und in Österreich
Sie nahm danach von September 1944 bis März 1945 auf dem Balkan und in Österreich an den deutschen Rückzugskämpfen teil.

## 22. Volksgrenadier-Division
Im März 1945 wurde sie in 22. Volksgrenadier-Division umbenannt. Zu diesem Zeitpunkt befand sich die Division im Rückzug zur Drau. 

### Kapitulation
Die Masse der Division geriet erst nach dem Waffenstillstand am 11. Mai 1945 in jugoslawische Gefangenschaft. Die rückwärtigen Teile der Division ergaben sich bei Klagenfurt den Briten.

## Kriegsverbrechen
Wie bei den meisten kriegerischen Handlungen des Zweiten Weltkrieges sind gezielt und ungezielt durch Kommbatanten, auf Befehl und auch ohne Befehl, Handlungen begangen worden, welche heute eindeutig als Kriegsverbrechen bewertet werden.

### Anogia
Angehörige der Division führten im Sommer 1944 eine „Sühne-Aktion“ gegen die griechische Bevölkerung des Dorfes Anogia durch. Am 13. August 1944 zerstörten sie das Dorf als Vergeltung für die von Patrick Leigh Fermor organisierte Entführung des deutschen Generalmajors Heinrich Kreipe, Kommandeur der 22. Infanterie-Division. Der Befehl lautete, das ganze Dorf solle völlig zerstört und jeder männliche Einwohner im Umkreis von einem Kilometer um das Dorf getötet werden.

## Organisation

### Kommandeure
| Dienstzeit                             | Dienstgrad                   | Name                       |
| -------------------------------------- | ---------------------------- | -------------------------- |
| 15. Oktober 1935 bis 10. November 1938 | Generalleutnant              | Adolf Strauß               |
| 10. November 1938 bis 10. Oktober 1941 | Generalmajor/Generalleutnant | Hans Graf von Sponeck      |
| 10. Oktober 1941 bis 1. August 1942    | Generalmajor                 | Ludwig Wolff               |
| 1. August 1942 bis 28. September 1942  | Generalmajor                 | Friedrich-Wilhelm Müller   |
| 28. September 1942 bis 5. Oktober 1942 | Oberst                       | Hans Baethmann (m.st.F.b.) |
| 5. Oktober 1942 bis 20. Oktober 1943   | Generalleutnant              | Friedrich-Wilhelm Müller   |
| 20. Oktober 1943 bis 1. Februar 1944   | Oberst                       | Hans Baethmann (m.st.F.b.) |
| 1. Februar 1944 bis 15. Februar 1944   | Generalleutnant              | Friedrich-Wilhelm Müller   |
| 15. Februar bis 26. April 1944         | Generalmajor                 | Heinrich Kreipe            |
| 1. Mai 1944 bis 15. April 1945         | Generalleutnant              | Helmut Friebe              |
| 16. April 1945 bis 15. Mai 1945        | Generalmajor                 | Gerhard Kühne              |

### Generalstabsoffiziere
| Dienstzeit                        | Dienstgrad     | Name                 |
| --------------------------------- | -------------- | -------------------- |
| 15. Oktober 1935 bis 5. Juli 1937 | Oberstleutnant | Kurt Waeger          |
| 5. Juli 1937 bis 1. März 1939     | Major          | Theodor Busse        |
| 1. März bis 26. August 1939       | Oberstleutnant | Werner Ehrig         |
| 26. August 1939 bis 1. Juni 1943  | Oberstleutnant | Heinz Langmann       |
| 1. Juni 1943 bis 15. Februar 1944 | Oberstleutnant | Hans-Joachim Liesong |
| 5. März 1944 bis März 1945        | Oberstleutnant | Rolf Ewald           |

### Untergliederung
Veränderungen in der Gliederung der 22. Infanterie-Division von 1939 bis 1945
| 1939                                    | 1942                     | 1943–1945                        |
| --------------------------------------- | ------------------------ | -------------------------------- |
| Infanterie-Regiment 16                  | Grenadier-Regiment 16    | Grenadier-Regiment 16            |
| Infanterie-Regiment 47                  | Grenadier-Regiment 47    | Grenadier-Regiment 47            |
| Infanterie-Regiment 65                  | Grenadier-Regiment 65    | Grenadier-Regiment 65            |
| Artillerie-Regiment 22                  |                          |                                  |
| Pionier-Bataillon 22                    |                          |                                  |
| Panzerabwehr-Abteilung 22               | Panzerjäger-Abteilung 22 | Panzerjäger-Abteilung 22         |
| Nachrichten-Abteilung 22                |                          |                                  |
| Aufklärungs-Abteilung 22                | Aufklärungs-Abteilung 22 | Panzer-Aufklärungs-Abteilung 122 |
| Beobachtungs-Abteilung 22               |                          |                                  |
|                                         | Fla-Bataillon (mot) 22   |                                  |
| Feldersatz-Bataillon 22                 |                          |                                  |
| Infanterie-Divisions-Nachschubführer 22 |                          |                                  |

Das Artillerie-Regiment 22 bestand aus der I. bis III. Abteilung sowie der I./AR 58.

## Bekannte Divisionsangehörige
- Hans Graf von Sponeck (1888–1944), von 1938 bis 1941 Divisionskommandeur, wurde der Mitverschwörung am Attentat vom 20. Juli 1944 beschuldigt und 1944 hingerichtet
- Johann Freihsler (1917–1981), von 1970 bis 1971 Bundesminister für Landesverteidigung Österreichs.
- Friedrich Hohn (1908–1944), Kommunalpolitiker und hauptamtlicher Landrat im Landkreis Bersenbrück
- Horst Scheibert (1918–2010), Autor
- Gottfried Schreiber (1918–2003), von 1975 bis 1987 Präsident der Landestierärztekammer Hessen
- Ludwig Stubbendorff (1906–1941), Olympiasieger im Reitsport
- Hermann Wulf (1915–1990), von 1965 bis 1971, als Brigadegeneral des Heeres der Bundeswehr, Kommandeur der Heeresoffizierschule II